# 鹿港地藏王廟
24°02′54″N 120°26′12″E / 24.048312°N 120.436766°E
鹿港地藏王廟，是位於臺灣彰化縣鹿港鎮街尾里的地藏庵，列為縣定古蹟，《鹿港普度歌》歌詞的「初一放水燈」，即指出此廟過去在農曆七月初一時舉行放水燈。

## 沿革
傳說此地藏廟建於清初，卻未無任何佐證的文獻資料，而現存於鹿港天后宮的重修鹿港聖母宮碑記載，地藏王廟於嘉慶二十年（1815年）由鹿港八郊以重建天后宮餘資撥銀建廟 。現今廟宇的基本格局即為當時重建的原型。廟方有一座刻寫「咸豐甲寅十二月」的石爐，為來自泉州石獅鋪錦村的黃姓移民家族所贈。光緒四年（1878年），廟身重修。

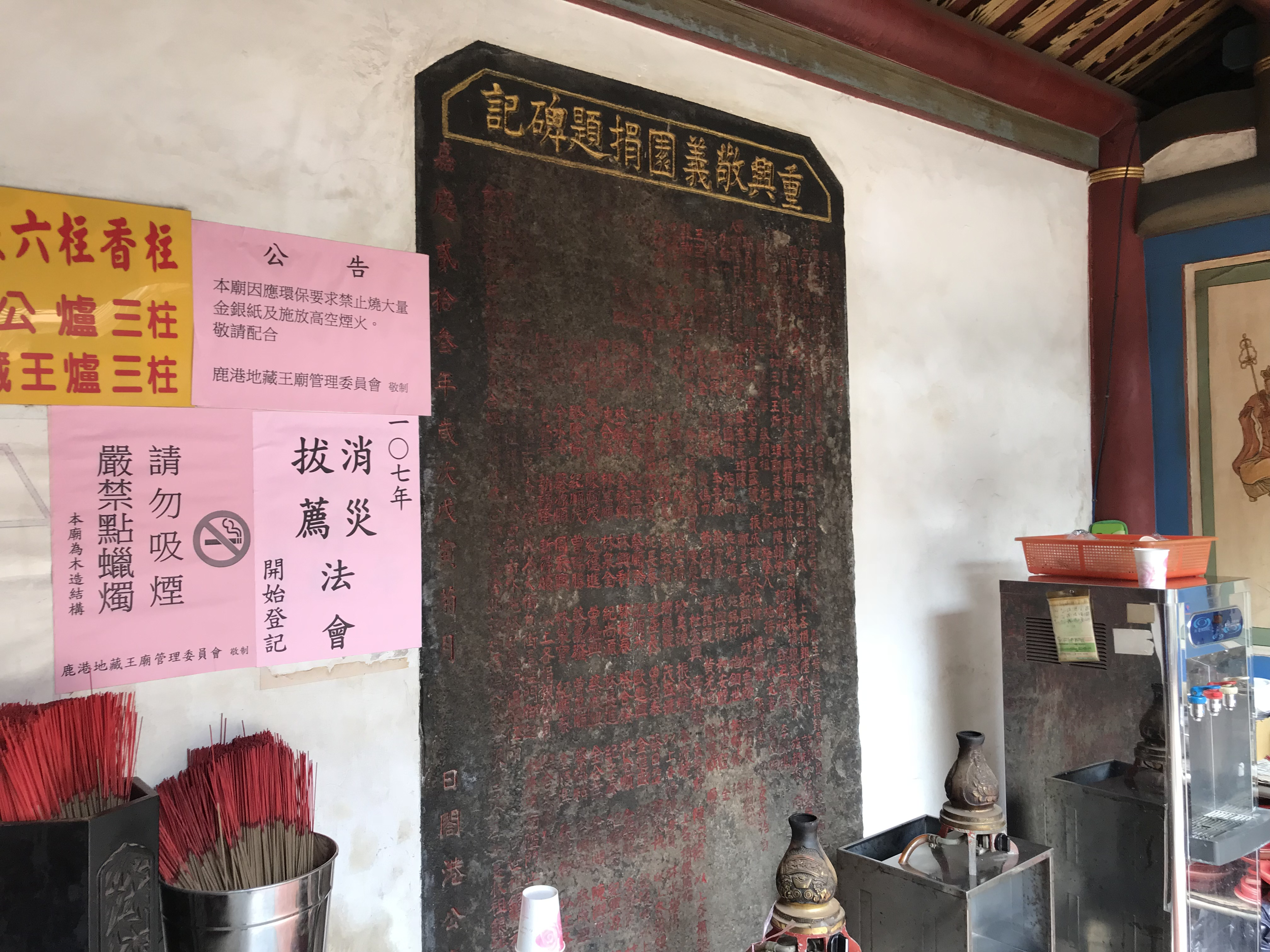
敬義園為乾隆四十二年（1777年）由林振嵩助魏子鳴創立，推行慈善事業。廟方有重興敬義園捐題碑。

明治二十九年（1896年）廟內設置國語傳習所，次年遷移到彰化孔子廟，為今日的彰化市中山國小。戰後時期，廟址為街尾里力行街2號。1960年重修神房、正殿，至1971年再修兩廊，增加鹿港書法家施文炳、施招澤等人作品，1985年指定為第三級古蹟。廟方因獲得縣府補助三千萬元整修，因此停止廟後土地承租戶的契約，但承租戶有意見，雙方因此打起官司，纏訟多年，之後廟方勝訴。
1999年5月修復動工後，包商發現諸多建構都有嚴重腐蝕情形，許多樑柱都已無法繼用，加上地方要求墊高地基，為變更設計，而於同年11月停工。在修復工程停擺約三年後，2002年5月2日，縣府文化局副局長粘振裕和建築設計師、包商協調，呼籲盡速復工，並同意包商必要時採用新工法，但對抽換原材料、施工技術有意見。包商在修復時除廟宇改成又紅又綠的色彩，還加上「獨立能力是人生的基礎」、「學海無涯學貴心悟」、「真誠是人生最高的美德」、「莊敬自強」、「前程似錦」、「荷風送香氣、松月生夜涼」、「強學博覽足通古今」等題字，引起鹿港書法家林俊臣、尤祖宜、吳肇昌等質疑不倫不類。廟宇彩繪師李奕興則批評包商彩繪時，未按傳統工法先做地仗基層處理，即須先採用豬血灰作底，一麻五灰，再上紅丹底漆最後面漆的工法。2003年9月19日，粘振裕現場勘查，要求建築師和包商對彩繪、詩詞文句部分的謬誤，立即全部改正。同月22日包商、地方人士、文化局展開會談，粘振裕作成結論，分別是已偷做的廟埕工程需全部拆除、變更設計案經專家學者審核同意後才能施做、山川和正殿的詩詞題字要全部改寫。2004年11月11日廟宇修復完工，同月17日舉行入火安座大典。
2016年，廟方向文化局反映12年前整修的彩繪、石地板和外牆已陸續龜裂。次年11月14日，立法委員王惠美邀請文化部、文化局官員勘查。文化部文資局專委陳嘉瑞見到損壞之處，判斷當時整修沒完全採用傳統工法，彩繪脫落，石地板斑駁，可看出當初重修有瑕疵，將找專家學者勘查，再規畫設計整修。

## 祭祀
鹿港寺廟分好幾種，全鹿港人供奉的稱為「閤港廟」。而鹿港地藏王廟就是閤港廟——其地藏王與鹿港天后宮媽祖、鹿港永安宮曾老大、鹿港潤澤宮李殿王、鹿港城隍廟城隍爺、及鹿港福德祠福德正神都是由鹿港八郊共祀。農曆正月初九，鹿港習俗是當地人祭拜玉皇上帝後，就會到地藏王廟來拜地藏王，以代表「有天有地」。
其註生娘娘為軟身神像，每年農曆三月二十日註生娘娘誕辰的前後一個月都會被請到中殿視事。廟方平時只開龍邊右門供信眾進出，初一、十五或地藏王菩薩、註生娘娘、境主尊神誕辰才會打開中門讓民眾進入祭拜。雕刻師傅施炯裕修護十殿閻君神像時，在都市王神像金身內發現一張嘉慶七年（1802年）的版刻春牛圖。
鹿港早年為商港，交通水路險惡，常有水難喪生者，因此廟方會在農曆七月舉辦祭典及燃燒紙船的放水燈儀式。《鹿港普度歌》歌詞中有句「初一放水燈」，即指出此廟在該日時舉行放水燈。廟方主委許森樹母親許陳碧蟾回憶，該日民眾會前往此廟祭拜大藏，以牽引陸、水、空三方亡魂，俗稱為「拜藏腳」。退休教師施國雄表示，後來政府把農曆七月分區普度習俗，一律改為在中元節普度。如今廟方在農曆七月十三日黃昏施放水燈。
一年之中，只有中元普度法會的七月十三到十五，廟方才會開啟虎邊大門，讓鬼魂放假離開宮廟。該時刻，香會插在地上，俗稱「地香」，人們相信香氣才會直接轉入地獄。廟方會持燈遊街先到福鹿溪口點燈招水靈，由陣頭帶路從中山路、成功路、菜園路、沿海路、龍舟路，最後到福鹿溪出海。還有基隆的信徒會製作法船送來。有的法船會放有象徵奶瓶的法船，代表普渡嬰靈。地方的福德祠土地公會出來帶路，也有各角頭會一同參與。晚上11點後，會請鹿港威靈廟負責「收庵」，其之意是將當日沒有按時歸營的鬼魂逮捕回去。

## 外部連結
- 鹿港地藏王廟的Facebook專頁
- 鹿港地藏王廟——文化部文化資產局（页面存档备份，存于）